# Yangiariq
Yangiariq (uzbeko: Yangiariq; russo Янгиарык) è una città dell'Uzbekistan. È il capoluogo del distretto di Yangiariq nella regione di Xorazm (Khorezm).